# Зайцеві Сосни
За́йцеві Со́сни — ботанічний заказник місцевого значення в Україні. Розташований у межах Ніжинського району Чернігівської області, біля селища Юність.
Площа 477 га. Статус присвоєно згідно з рішенням Чернігівського облвиконкому від 04.12.1978 року № 529; рішення від 27.12.1984 року № 454; рішення від 28.08.1989 року № 164. Перебуває у віданні ДП «Ніжинське лісове господарство» (Вертіївське л-во, кв. 41-55).
Статус присвоєно для збереження лісового масиву з високопродуктивними насадженнями сосни. У домішку — береза, вільха, осика.

## Галерея

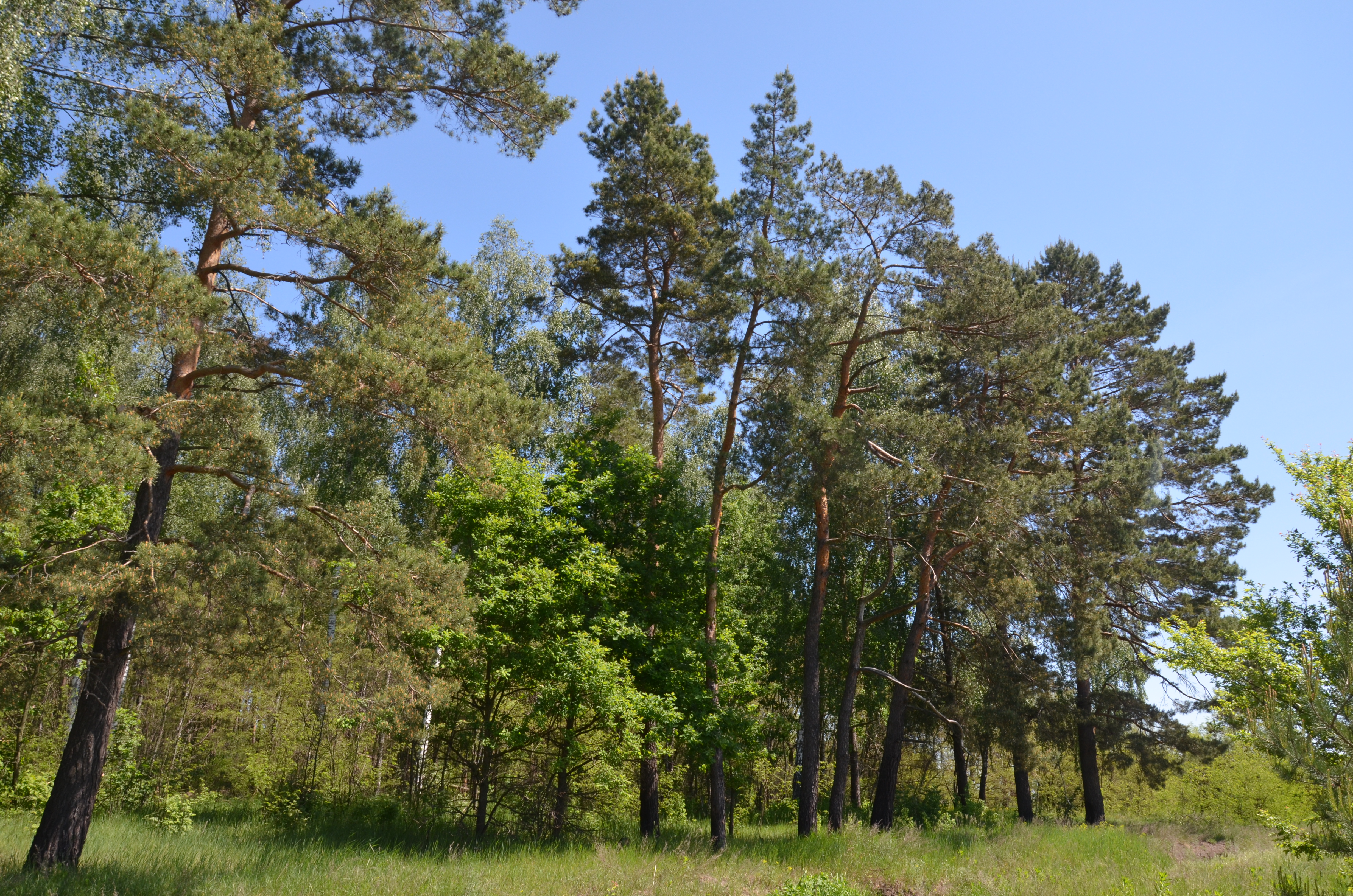
Зайцеві Сосни, Ніжинський район
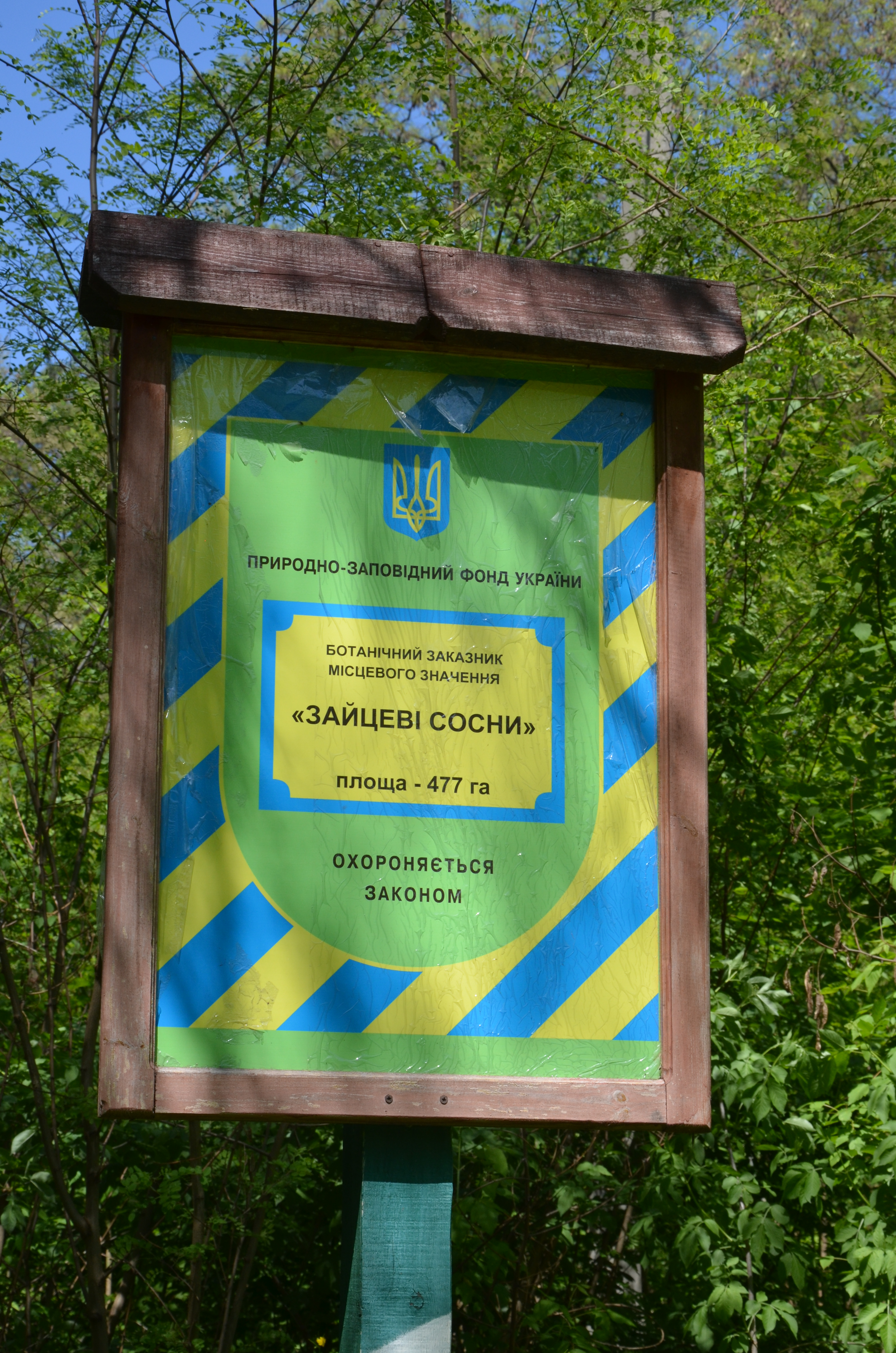
Інформаційна табличка
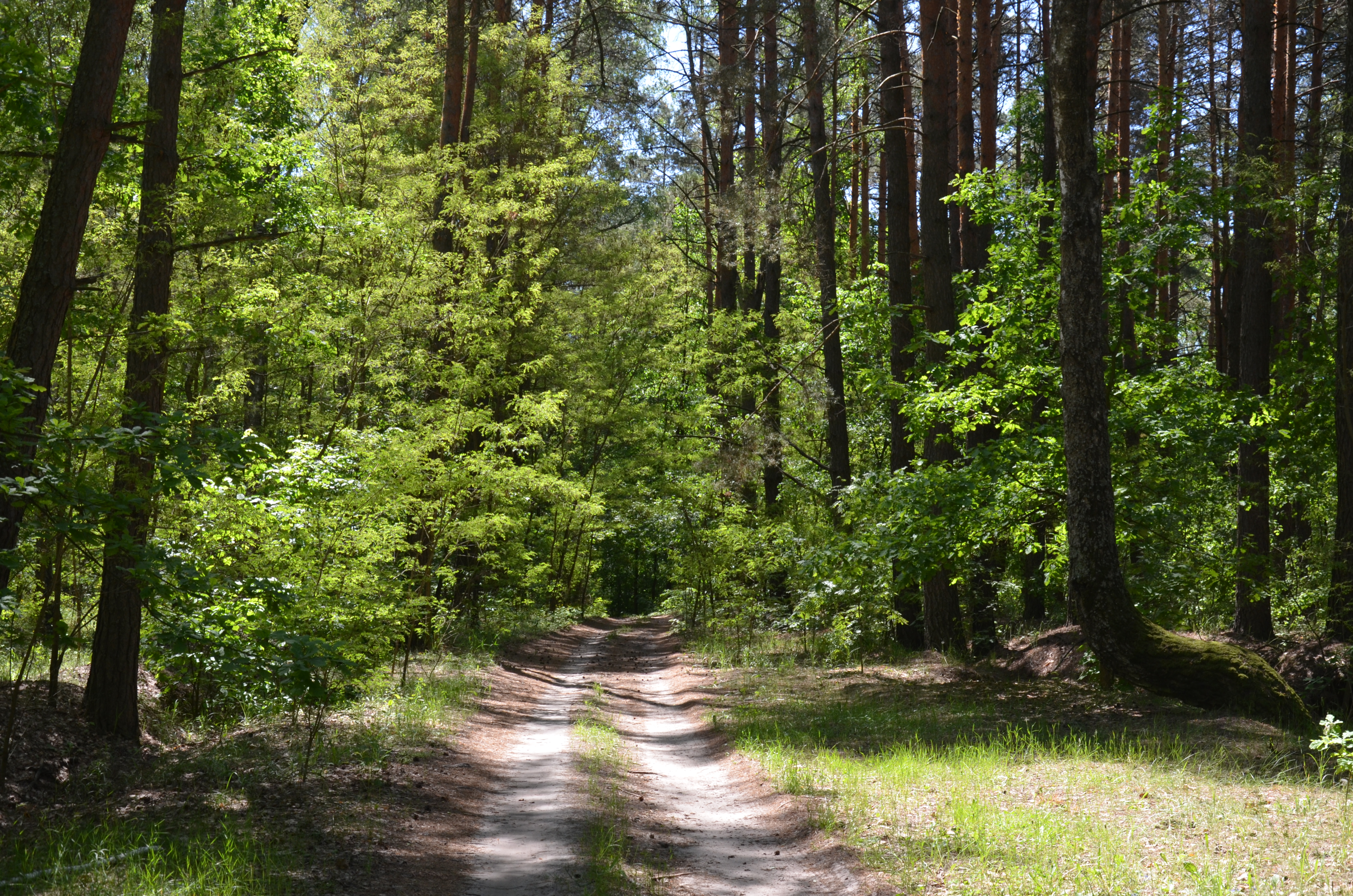
Зайцеві Сосни, Ніжинський район